# Tugan Sohijev
Tugan Sohijev  - osetski: Tuhan Soxity; ruski: Туган Сохиев - (Vladikavkaz, Sj. Osetija, Rusija, 1977.), je dirigent iz ruskog dijela Osetije (Sjeverna Osetija).
Glazbu je studirao na petrogradskom državnom konzervatoriju "N. A. Rimski-Korsakov" (rus. Санкт-Петербургская государственная консерватория имени Н. А. Римского-Корсакова), gdje je bio učenikom ruskog dirigenta čerkeskog podrijetla Jurija Temirkanova (rus. Юрий Хатуевич Темирканов, kabardinski: Юрий Темыркъан), te Ilje Musina. Diplomirao je 2001.
Bio je umjetnički direktor Filharmonijskog orkestra Sjeverne Osetije od 2002. do 2003. Poslije su ga kao gosta dirigenta angažirali: Philharmonia Orchestra (London), Sydney Symphony, Orchestre National de France, Münchner Philharmoniker , Bayerische Staatsoper , City of Birmingham Symphony Orchestra, Deutsches Symphonie-Orchester Berlin, BBC Philharmonic, Metropolitan Opere, Koninklijk Concertgebouworkest (Amsterdam), Marijinski teatr (Мариинский театр) u St. Peterburgu, Kungliga Filharmoniska Orkestern, Oslo Filharmonien
Bio je ravnatelj Velške nacionalne opere od 2003. do 2004.
Bio je suradnik francuskoga Nacionalnog orkestra grada Toulousea od 2005. Pariško gostovanje tog orkestra priskrbilo mu je nagradu Saveza francuskih kritičara 'Révélation musicale de l'année' 2005. U rujnu 2008. imenovan je umjetničkim ravnateljem tog orkestra. U rujnu 2010. Sohiev je ugovorio da od 2012. kao šef dirigent i umjetnički ravnatelj preuzme Deutsches Symphonie-Orchester Berlin (DSO Berlin). Tu je dužnost napustio u ljeto 2016., uslijed preopterećenosti, jer je od veljače 2014. postao glazbeni ravnatelj moskovskoga Velikog kazališta (Boljšoj teatr).
Sohiev je 6. ožujka 2022. istodobno neodgodivo odstupio s dužnosti i u Toulouseu i u Moskvi, navevši kao razlog pritiske da se politički izjasni u pogledu ruske vojne intervencije u Ukrajini.
Svjetsku je slavu postigao izvedbu Rahmanjinovljevih djela.